# Flávio Edmundo Martins Lima
Flávio Edmundo Martins Lima, conhecido simplesmente como Flávio (Santa Vitória do Palmar, 20 de setembro de 1955) é um ex-futebolista brasileiro, que atuava como goleiro.

## Carreira
Flávio começou sua carreira no Grêmio Esportivo Bagé.
Chegou ao Santos em 1977, indicado pelo ex-zagueiro santista Calvet. Após a contusão do goleiro Vitor, Flávio assumiu a titularidade contra o Guarani na fase semifinal do Campeonato Paulista de 1978, onde o Santos sagrou-se campeão. Pelo clube, atuou em 26 partidas.
Posteriormente atuou pelo Comercial de Ribeirão Preto e voltou ao Sul, para atuar no Brasil de Pelotas.